# Cherchez la femme
Cherchez la femme (Frans: zoek de vrouw) is een gevleugelde uitdrukking die oorspronkelijk afkomstig is uit het feuilleton Les Mohicans de Paris van de Franse auteur Alexandre Dumas, dat sinds 1854 verscheen in zijn in Parijs uitgegeven kranten Le Mousquetaire en Le Monte-Cristo. In dit later als roman gebundeld vervolgverhaal komt deze aansporing herhaaldelijk voor als motto om een misdrijf op te lossen, waarmee geadviseerd wordt liefdesperikelen als mogelijk motief te onderzoeken:  "En tous maux, cherche(z) la femme"  (bij alle kwaad zoek de vrouw).
Dumas zette het gebruik van dit zinnetje voort in de tekst van de theateropvoering uit 1864, waarna het werd overgenomen in de folklore en door andere schrijvers.
De uitdrukking is daardoor een cliché geworden in detectiverhalen en triviaallectuur: ongeacht het probleem, een vrouw is vaak de oorzaak.